# Mijaíl Shaidorov
Mijaíl Shaidorov (en kazajo: Михаил Шайдоров; Almaty, 25 de enero de 2004) es un deportista kazajo que compite en patinaje artístico, en la modalidad individual.
Ganó una medalla de plata en el Campeonato Mundial de Patinaje Artístico sobre Hielo de 2025 y una medalla de oro en el Campeonato de los Cuatro Continentes de Patinaje Artístico sobre Hielo de 2025.

## Palmarés internacional
| Campeonato Mundial                   | Campeonato Mundial      | Campeonato Mundial | Campeonato Mundial |
| Año                                  | Lugar                   | Medalla            | Categoría          |
| ------------------------------------ | ----------------------- | ------------------ | ------------------ |
| 2025                                 | Boston (Estados Unidos) | Medalla de plata   | Individual         |
| Campeonato de los Cuatro Continentes |                         |                    |                    |
| Año                                  | Lugar                   | Medalla            | Categoría          |
| 2025                                 | Seúl (Corea del Sur)    | Medalla de oro     | Individual         |